# Киселёв, Борис Абрамович
Борис Абрамович Киселёв (22 апреля 1920, Москва — 16 февраля 1992) — советский учёный-материаловед, разработчик теплостойких композиционных материалов для ракетной и авиационной техники.
Окончил МАИ, инженер (1944), кандидат технических наук (1949), доктор технических наук (1968), профессор (1970).
С 1946 по 1992 работал во Всероссийском научно-исследовательском институте авиационных материалов, руководил созданием теплозащитных и высокотермостойких стеклопластиков, многие из которых получили широкое применение как в ракето- и авиастроении, так и в других отраслях.
Награждён орденом «Знак Почёта» (1968).

## Публикации
- Киселев Борис Абрамович. viam.ru. Дата обращения: 28 октября 2012. Архивировано 18 декабря 2012 года.